# Anton Hahn

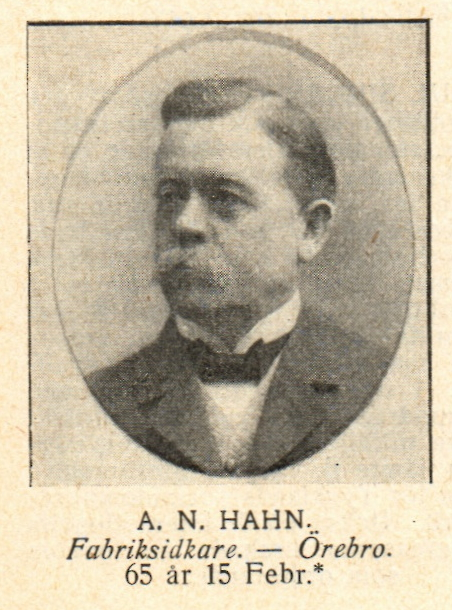
Anton Napoleon Hahn, fabriksidkare, Örebro, på ett fotografi från Svenska Porträttarkivet (SPA) fotograferat till hans 65-årsdag den 15 februari 1911.

Anton Napoleon Hahn (i riksdagen kallad Hahn i Örebro), född 15 februari 1846 i Sickelsta i Kumla, död 1 oktober 1929 i Örebro, var en svensk fabrikör, riksdagsman och kommunalpolitiker för det liberala samlingspartiet. Anton Hahn var riksdagsledamot i andra kammaren 1891–1896 för Örebro valkrets och i första kammaren 1912–1914 för Örebro läns valkrets. Han var yngre bror till Alfred Hahn, fabrikör i Örebro.

## Biografi

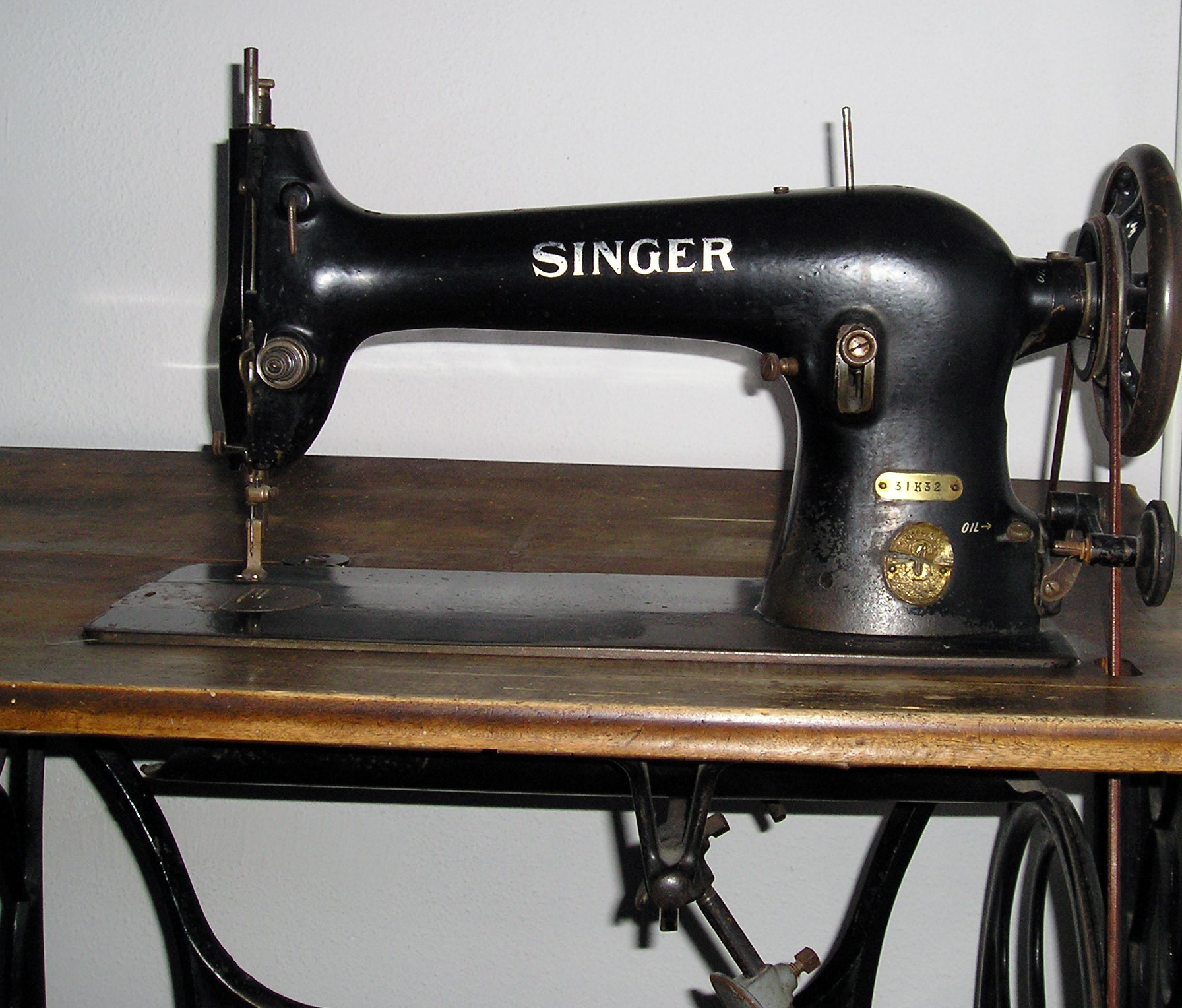
En Singer symaskin, detalj.

Anton Hahn var son till Otto Edvard Hahn, fanjunkare och anställd på Sannahed i Kumla, och hans hustru Kristina Lovisa Falk. Sannahed i Kumla kommun var en gammal exercisplats för Närke-Värmlands regemente. Anton Hahn kom i unga år till Örebro – familjen flyttade 1858 till Örebro – där han anställdes vid Köping-Hults järnvägsverkstad. Vid mitten av 1860-talet reste han efter sin äldre broder Alfred Hahn (1841–1920) till Amerika. Alfred Hahn hade då redan arbetat några år vid olika maskinverkstäder i USA. Anton Hahn fick arbete vid Singers symaskinsfabrik (The Singer Company) på Manhattan i New York på 1860-talet. Bröderna blev kvar i USA ett par år och återvände till Sverige 1867. De hade gemensamt intresse för mekanik och maskiner och med sitt amerikanska kunnande blev de förgrundsfigurer på flera områden.

## Bröderna delägare i symaskinsfabrik vid Stora Mobacken

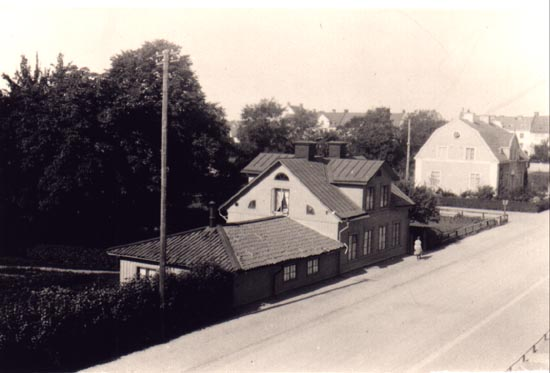
Gården Stora Mobacken, senare med adress Nygatan 66, nästan i hörnet av Mogatan. Här startade bröderna Hahn sin symaskinstillverkning år 1868. Stora Mobacken bestod av åtta rum och en lägre förrådslänga. Till symaskinsfabrikationen behövdes stora ytor och driften av maskinerna sköttes av oxar. På Stora Mobacken fortsatte tillverkningen fram till i början på 1880-talet. Byggnaden revs på 1920-talet.

Vid återkomsten till Sverige ingick Anton Hahn kompanjonskap 1868 med brodern Alfred Hahn och blev delägare i en egen symaskinsfabrik i Örebro åren 1868–1891. Symaskinsfabriken, A & A Hahns Symaskinsfabrik AB, låg vid Stora Mobacken. Senare fick området gatuadressen Nygatan 66, och låg nästan i hörnet av Mogatan. Egnahemmet, som var en stuga/ett hus och verkstad, byggdes av bröderna Alfred och Anton Hahn tillsammans. På järnunderredet på Hahns symaskiner, som tillverkades fram till 1890, står det "HAHN" med stora bokstäver.

## Familj
Anton Hahn gifte sig 1877 med Ida Vilhelmina Carlson (1851–1910); hon var både född och död i Örebro. Samma år flyttade han till Anneberg, där han var bosatt resten av sitt liv. De hade två döttrar, Cecilia Lovisa Hahn, Cissi Hahn, född 1882, och Kristina Vilhelmina Hahn, Vilma Hahn, född 1887, båda födda i Örebro. Vilma gifte sig med bankmannen Erik Cederholm.

## Vid Örebro slöjdutställning 1878 första pris för en symaskin
Anton Hahn ingick kompanjonskap med sin bror Alfred Hahn och började driva symaskinstillverkning vid Stora Mobacken, som då låg i utkanten av dåtidens Örebro. År 1878 fick de båda bröderna Alfred och Anton Hahn första priset för en symaskin vid Örebro slöjdutställning. 1877 flyttade Anton en del av verksamheten till gården Anneberg. Vid gården Anneberg, Engelbrektsgatan 64, lät de bygga en verkstadslokal. Här tillverkade man symaskiner och diverse jordbruksredskap, till exempel plogar och årder. Man utförde även reparationer av velocipeder. 1890 såldes jordbruksredskapsdelen till firman Andrew Hollingworth & Co., troligen i samband med att Anton Hahn blev vald till riksdagsman i Andra kammaren 1891.

## Anton Hahn grundade verkstad för jordbruksredskap vid Anneberg
År 1891 grundade han en verkstad för jordbruksredskap vid gården Anneberg med gatuadressen Engelbrektsgatan 64, som han drev till sin död 1929. Här började han tillverka och sälja jordbruksmaskiner förutom symaskinerna. Han hade två man anställda och en pojke. Maskinerna drevs med elmotor. Anton Hahn fortsatte i Mobacken till början av 1880-talet. Då flyttade han först till Drottninggatan 21 och sedan till Engelbrektsgatan 21. Han hade tre anställda och sålde då också velocipeder. På en skylt utanför affären på gaveln stod texten "Velocipeder".  

## Örebroutställningar 1883, 1899 och 1911

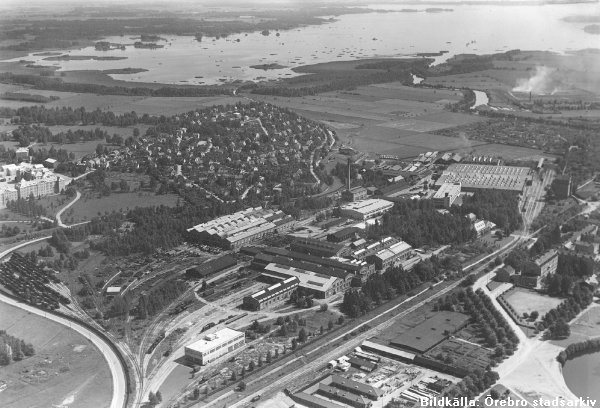
Alnängarna och Hjälmaren, Örebro. Två stora Örebroutställningar och lantbruksmöten ägde rum på Alnängarna. Flygfoto från år 1939. Bildkälla: Örebro stadsarkiv.

Anton Hahn deltog i många utställningar i Örebro. Alnängarna blev centrum för två stora utställningar och lantbruksmöten i Örebro i slutet av 1800-talet, det var Örebroutställningen 1883 och Örebroutställningen 1899.
- Örebroutställningen 1883 var en kombinerad industri- och hemslöjdsutställning, samt lantbruksmöte. Utställningen invigdes den 11 juli av kung Oscar II. Mötesplatsen var på Alnängarna i Örebro och antalet utställare var 580. Örebroutställningen 1883 var den första stora utställningen som lyfte fram de industriella framstegen.

- Vid Örebroutställningen 1899 var Hahn vice ordförande i planeringskommittén. Ordförande vid utställningen var fabrikören Daniel Julius Elgérus. Örebroutställningen 1899 var en kombination av industri- och hemslöjdsutställning samt lantbruksmöte. Överstelöjtnant Carl Vogel var en av de drivande krafterna bakom genomförandet av den stora lantbruks- och industriutställningen 1899. Utställningen hölls på Alnängarna och på Stora Holmen i Örebro. Utställningen invigdes den 1 juni 1899 och förrättades av prins Eugen, hertig av Närke. Själva lantbruksmötet varade dock bara från den 1 juni till den 4 juni 1899.

- Vid Örebroutställningen 1911 fungerade fabrikör Anton Hahn som närmaste man och vice ordförande. Med i styrelsen satt även stadsarkitekten Magnus Dahlander (1862–1951), som åren 1899–1914 verkade som stadsarkitekt i Örebro. Ordförande för programkommittén var landshövding Theodor Nordström. Örebroutställningen 1911 bestod av två delar, Örebro Industri- och slöjdutställning 1911 och det 21:a allmänna lantbruksmötet.

- Örebro Industri- och slöjdutställning 1911 avhölls den 21 juni–16 juli 1911. Platsen för denna utställning var Karolinska läroverket och Livregementets husarers ridhus vid Olaigatan. Dessutom hade skolans och ridhusets gårdsplaner tagits i anspråk.

- Vid Örebroutställningen 1911 avhölls även det 21:a allmänna lantbruksmötet 1911 den 3–9 juli 1911. Platsen för lantbruksmötet var Drottningparken vid stadens södra infart. Själva mötesförhandlingarna ägde rum på Tekniska Elementarskolan vid Kungsgatan.

## Några bilder från Örebroutställningarna 1883, 1899 och 1911

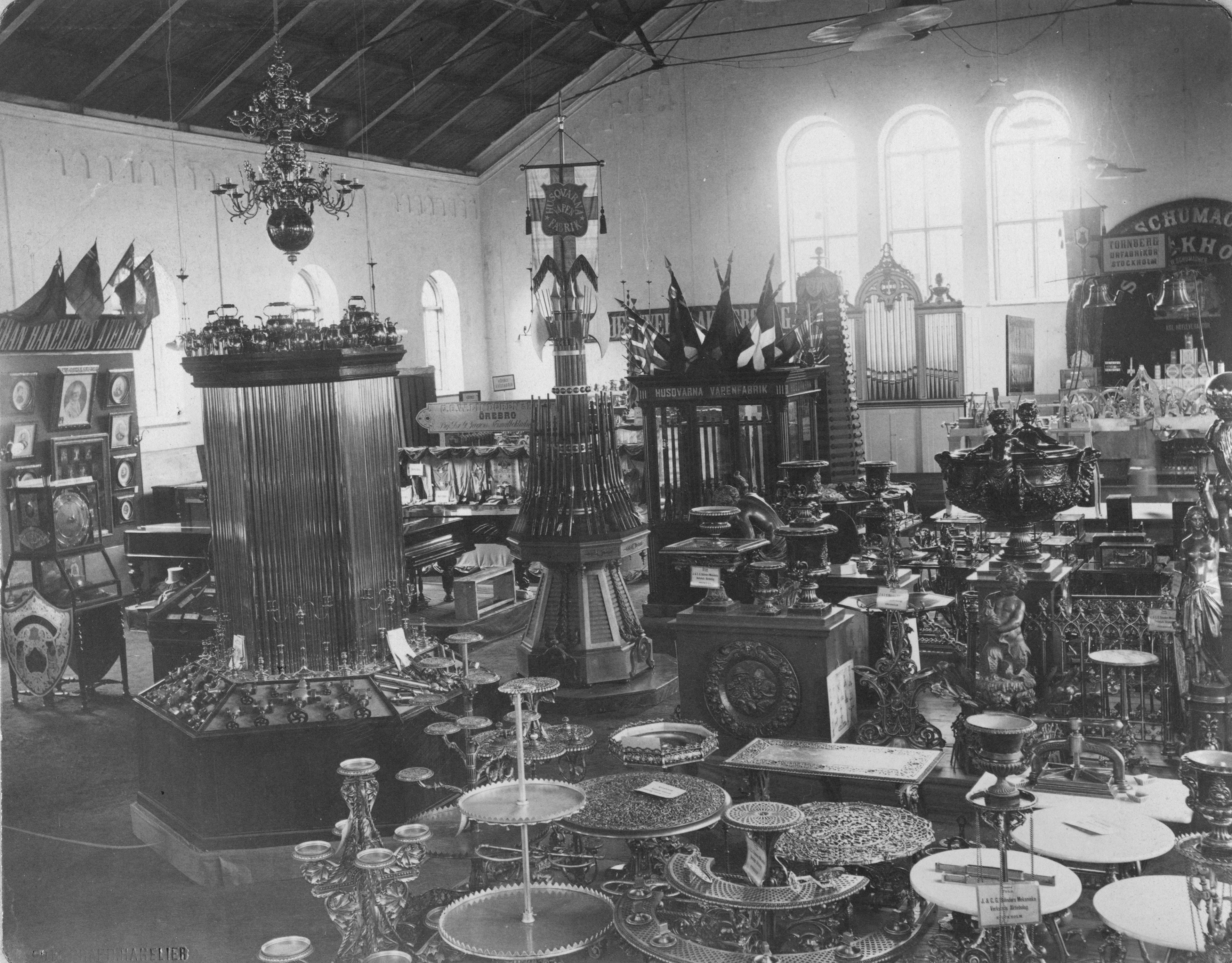
Örebroutställningen 1883. Industri- och hemslöjdsutställningen i Örebro 1883 ingick i Örebroutställningen 1883. Fotograf: Bernhard Hakelier. Tekniska museets arkiv.
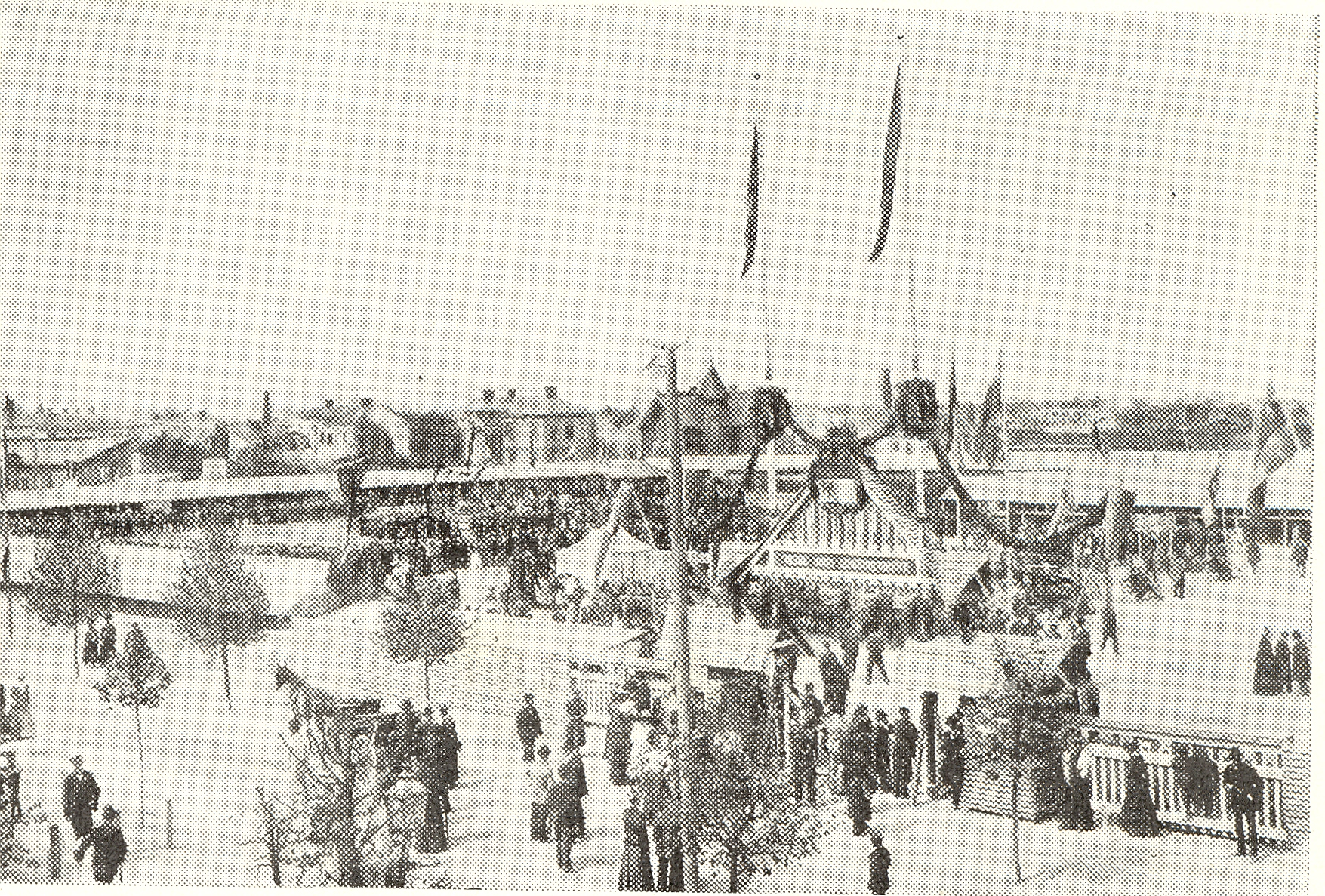
Örebroutställningen 1899. Bild från utställningsområdet vid Alnängarna.
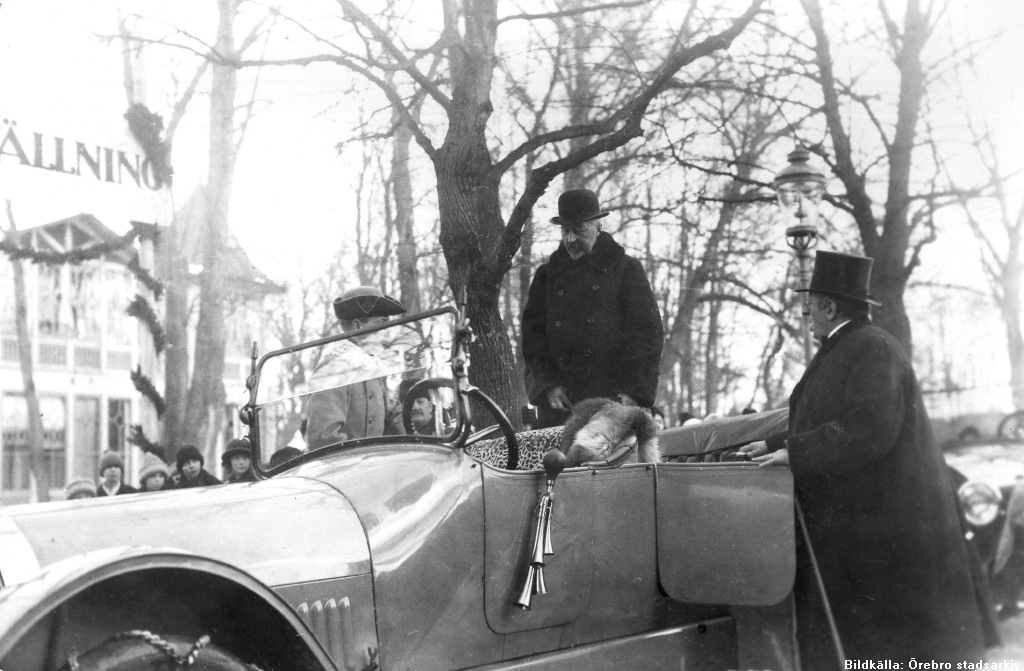
Örebroutställningen 1911. Prins Eugen, hertig av Närke, besöker Örebroutställningen 1911. Prins Eugen står i mitten på bilden och Anton Hahn, vice ordförande i programkommittén, står till höger.
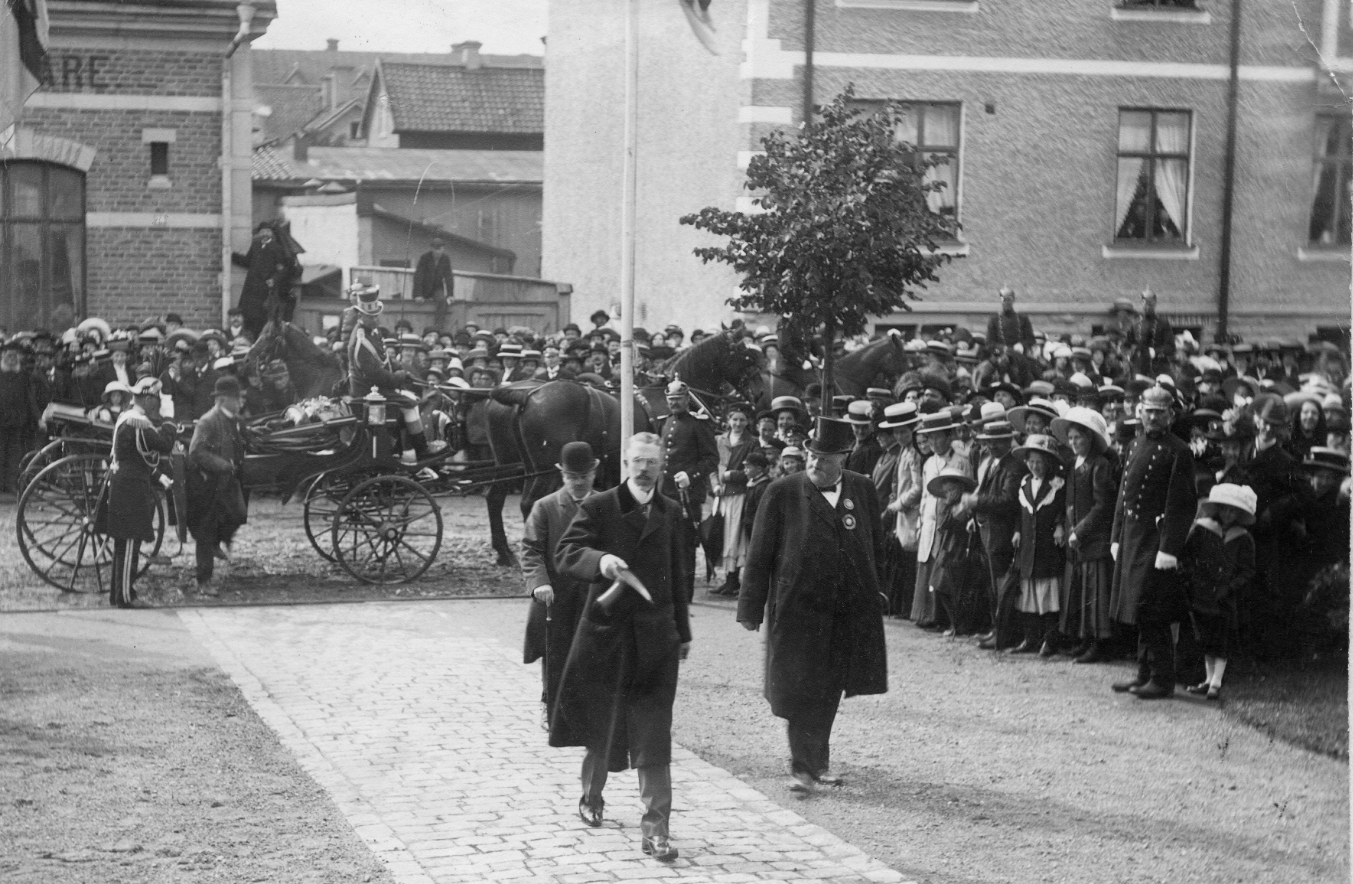
Örebroutställningen 1911. Konung Gustav V anländer till utställningen. Bakom Gustav V går Prins Eugen i plommonstop (kubbhatt) och till höger går fabrikör Anton Hahn i cylinderhatt (hög hatt).
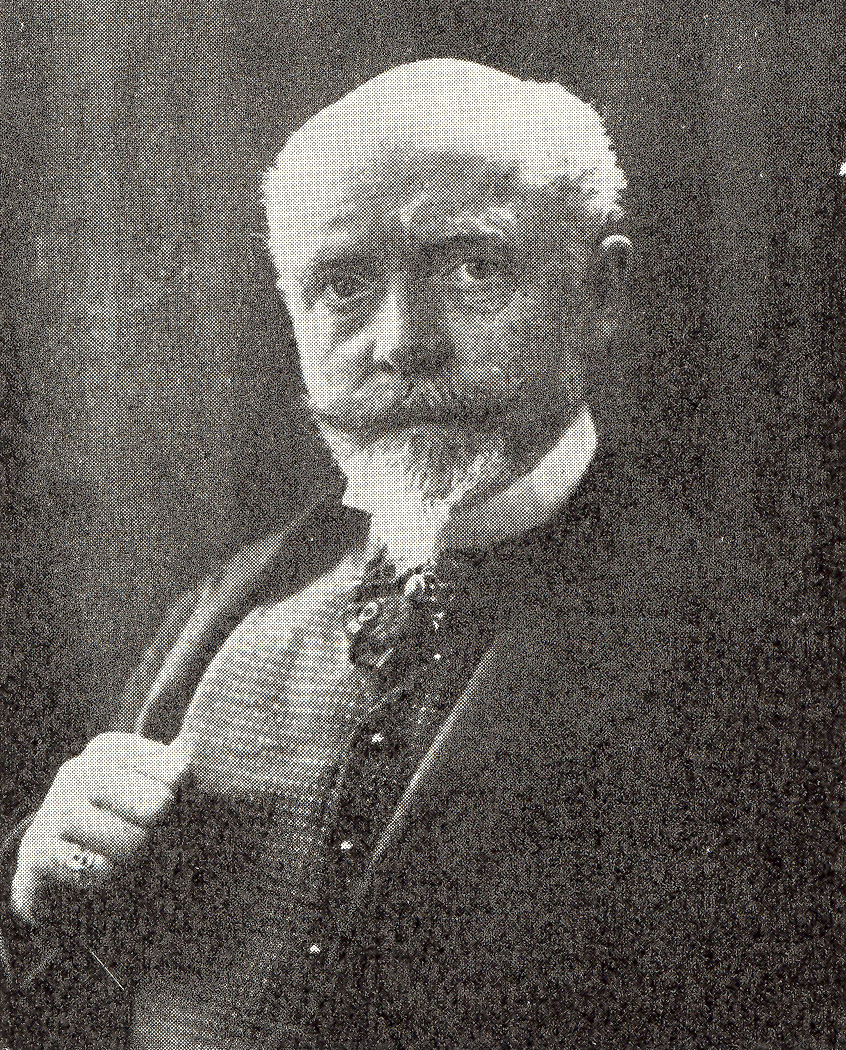
Stadsarkitekt Magnus Dahlander  medverkade i styrelsen vid Örebroutställningen 1911. Fotografi 1899. Bildkälla: Örebro stadsarkiv.

## Anton Hahns olika uppdrag

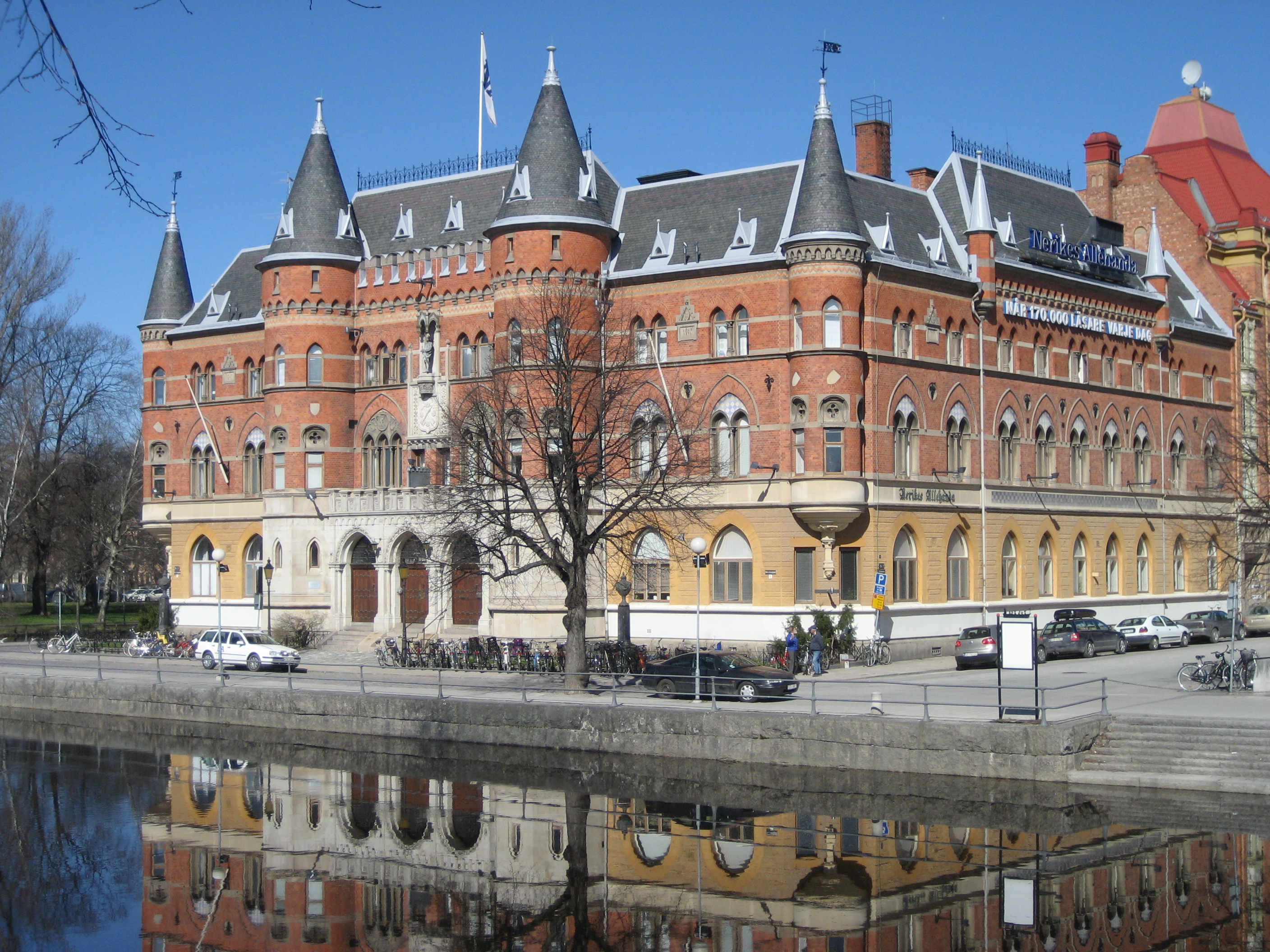
Örebro sparbank var från början inrymd i det som idag är Hotel Borgen.

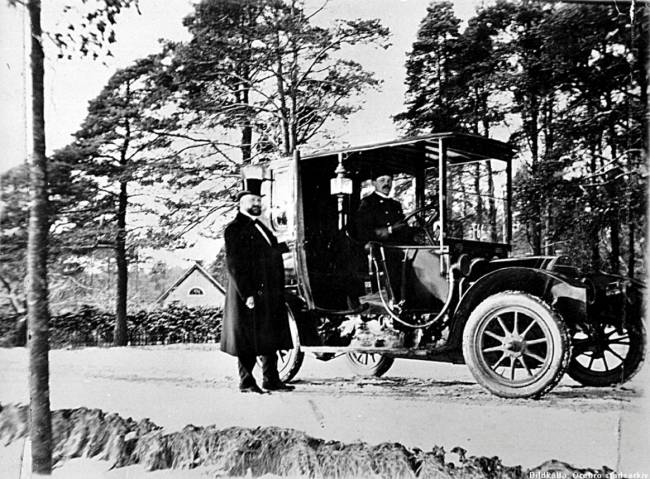
Den stolte mannen i hatt kan möjligtvis vara Anton Hahn. Bilden är tagen omkring 1910 i Karlslund, omkring fem kilometer väster om Örebro. Utmed Svartån kan man njuta av herrgårdsparken och den vackra naturen. Bildkälla: Örebro stadsarkiv.

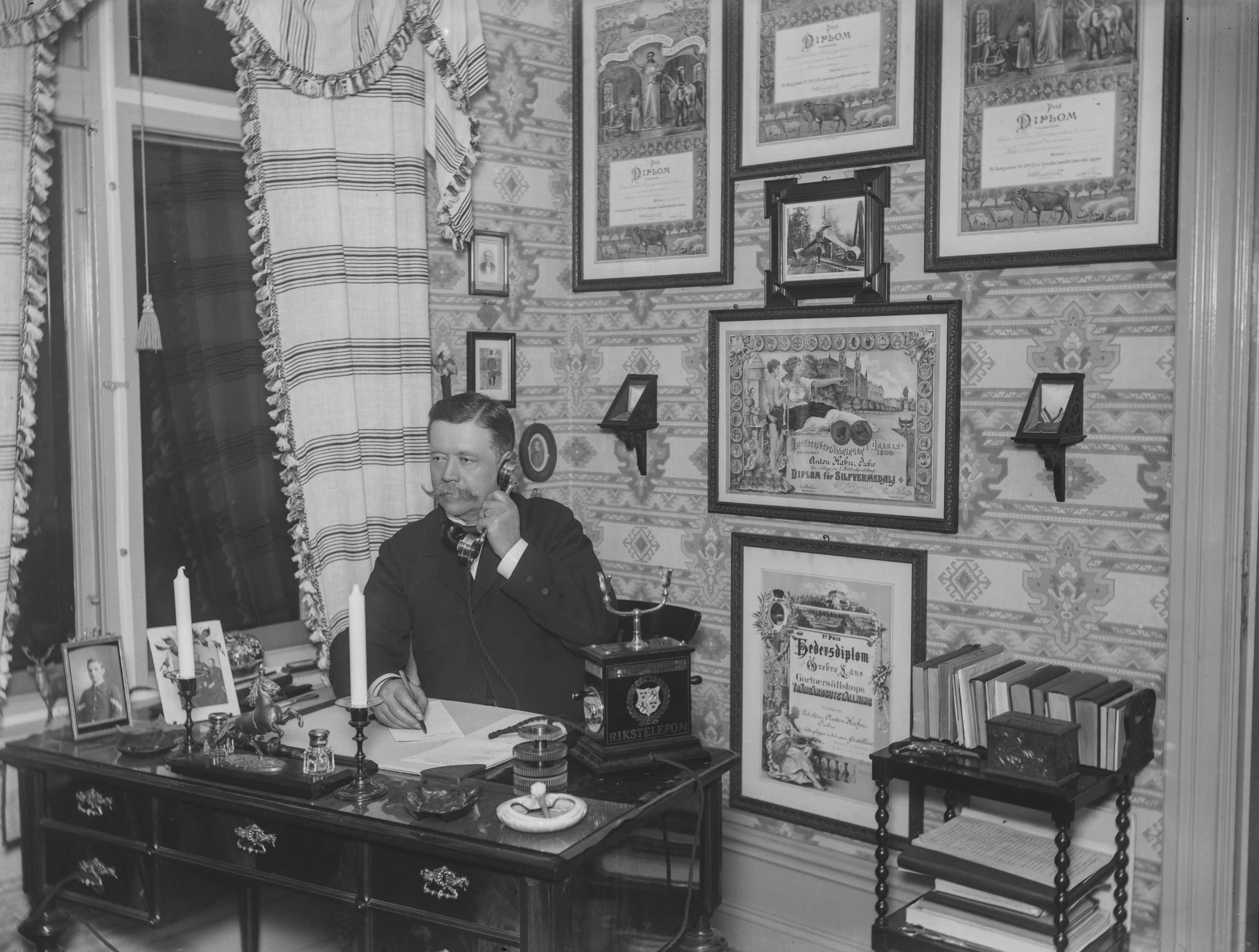
Kontorsinteriör från 1901 med fabrikör Anton Hahn i telefon.

Hahn var ordförande i styrelsen för AB Örebro arbetslånekassa 1893. Han var ordförande i Örebro Fabriks- och hantverksförening 1900–1921,  ledamot av direktionen för Ränte- och kapitalförsäkringsanstalten i Örebro från 1899.
Vid ett möte som anordnades vid Värdshuset Strömsnäs av Örebro Fabriks- och hantverksförening, där Anton Hahn var ordförande åren 1900–1921, den 19 juli 1902 höll han ett bejublat anförande. Under förhandlingarna medverkade även hedersgästerna, landshövding Axel Svedelius och fabrikör Daniel Julius Elgérus. Strömsnäs låg i den västra delen av Hästhagen, det var en restaurangbyggnad i trä från 1890-talet, som revs på 1970-talet. Hästhagen är ett friluftsområde i Karlslund vid Svartån i Örebro. Västerut ligger Karlslunds herrgård. Värdshuset Strömsnäs gynnades också av markägaren Theodor Vincent Dieden, som hit förlade några av Karlslunds gårds skördefester. Diedens far köpte 1874 Karlslunds herrgård utanför Örebro till sonen, som utvecklade gården till ett mönsterjordbruk med industriella verksamheter och ett av Sveriges första privata vattenkraftverk. Dieden var tekniskt intresserad och en pionjär för införande av elektricitet. Med hjälp av Jonas Wenström installerade han redan i december 1886 elektriskt ljus på Karlslund.
Anton Hahn var ledamot i Örebro stadsfullmäktige 1882–1920, landstingsriksdagsman 1904–1920, huvudriksdagsman i Örebro från 1903 och var också 1902–1905 den förste ordföranden i Örebroavdelningen av frisinnade landsföreningen. 1886 bildade han Örebro Arbetarförening och öppnade det tredje svenska arbetarmötet i Örebro. Anton Hahn genomförde i Örebro en plan för en framtida skola. Skolstyrelsen beslutade att på norr bygga en skola för folkskolan, men också för en högre folkskola, den invigdes 1908. Den nya brandstationen invigdes i oktober 1899 av brandkårskommittén och Hahn var ordförande i brandstyrelsen till 1907. Han tilldelades också Vasaorden, men han var motståndare till medaljer och skickade tillbaka den till länsstyrelsen.

## Ledamot i andra kammaren och senare i första kammaren
Anton Hahn var riksdagsledamot i andra kammaren 1891–1896 för Örebro valkrets och i första kammaren 1912–1914 för Örebro läns valkrets. I riksdagen tillhörde han inledningsvis det frihandelsvänliga gamla lantmannapartiet, men övergick 1895 till folkpartiet. Vid återkomsten till riksdagen 1912 anslöt han sig till frisinnade landsföreningens riksdagsgrupp liberala samlingspartiet. Han var bland annat ledamot i statsutskottet 1912–1914 och engagerade sig exempelvis för införande av obligatorisk självdeklaration som ett sätt att göra skatteväsendet mer rättvist. Han var verksam i röströrelsen och ledamot av samlingspartiets förtroenderåd.

## Bilen, en de Dion-Bouton quadricycle, Victoria Combination

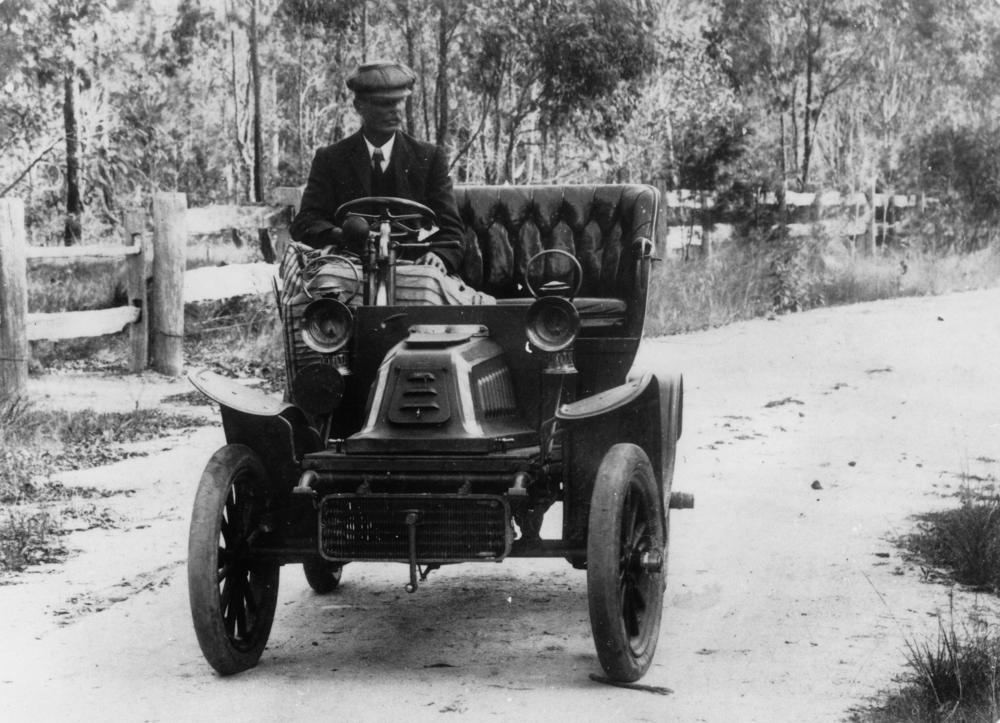
En De Dion-Bouton år 1905.

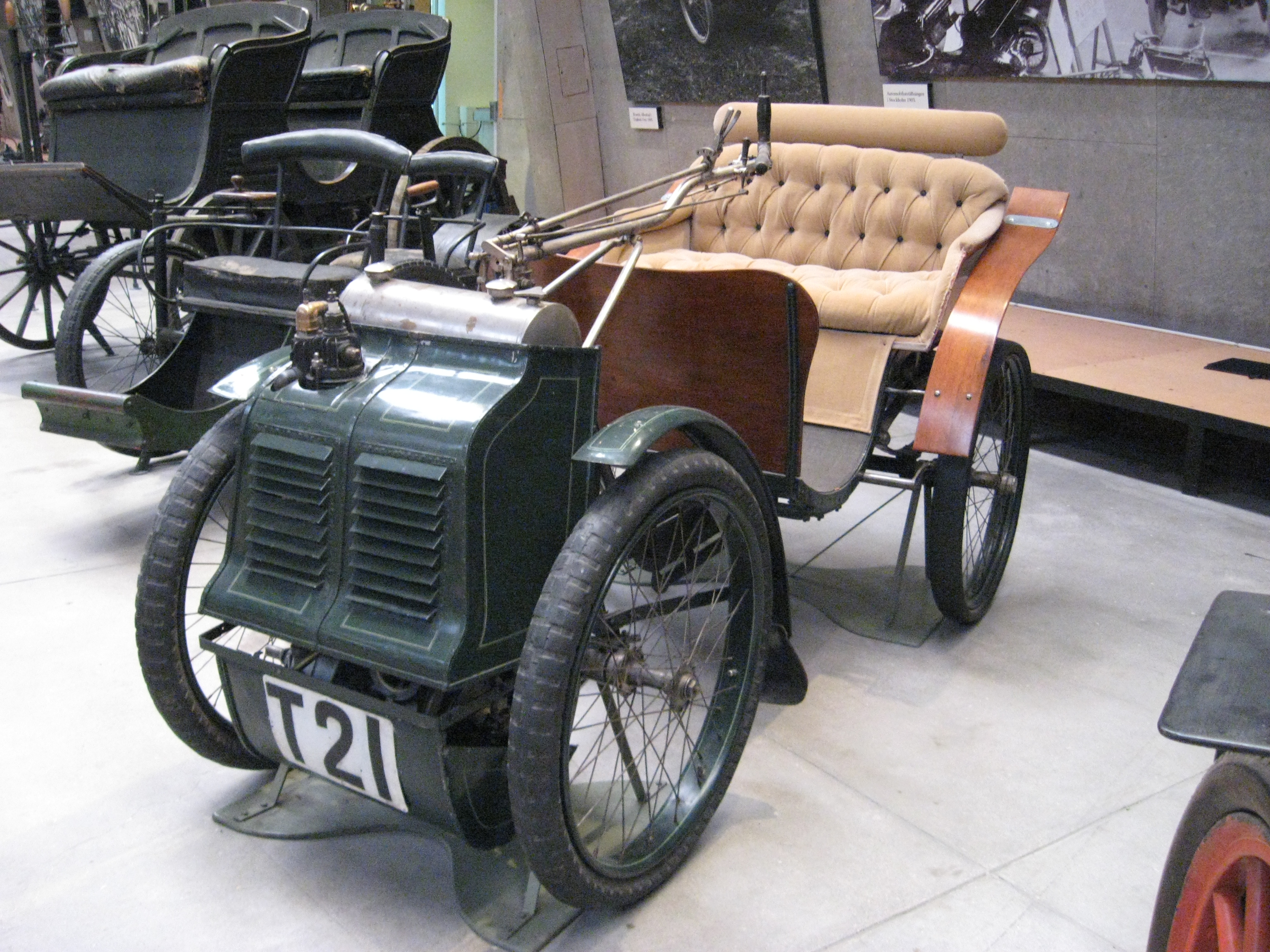
1899 Modell "Victoria Combination", från Société Parisienne. Från början var den utrustad med en cylinder De Dion motor, på 1910-talet utrustades den med en extra cylinder ovanpå den andra för att öka kraften. Bilen ägdes av örebrofabrikören Alfred Hahn.

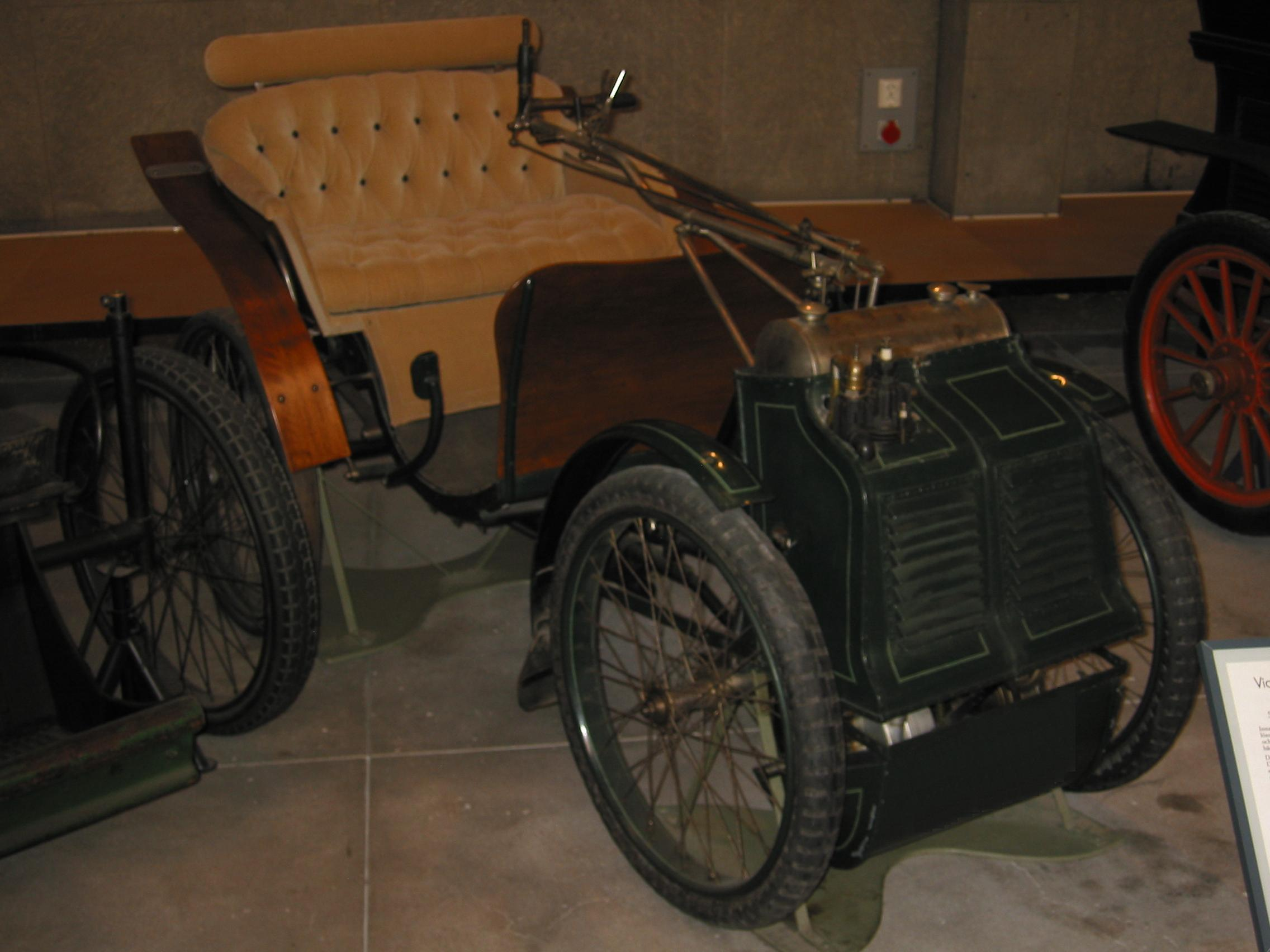
de Dion-Bouton quadricycle, bilen som registrerades 1908 som T 21 på fabrikör Alfred Hahn finns sedan 1926 på Tekniska museet i Stockholm.

Bröderna var inte bara pionjärer när det gällde symaskiner i Sverige, utan även vad gällde deras intresse för bilar. Bröderna hade nära samarbete och umgänge livet igenom, mycket beroende på gemensamma intressen. Redan tidigt efter hemkomsten från Amerika på 1860-talet konstruerat ett ångdrivet fordon som kanske kan rubriceras som Sveriges första bil. På 1890-talet kom de första bilarna till Sverige.
Anton Hahns bror Alfred Hahn inköpte direkt från den franska bilfabriken de Dion-Bouton en de Dion-Bouton quadricycle, som var tillverkad på E. Couturier et Cie Société Parisienne år 1899. Bilen registrerades 1908 som T 21 på fabrikör Alfred E Hahn i Örebro och bilen användes som transportmedel i Örebro och trakten däromkring av de båda fabrikörerna Alfred och Anton Hahn. Bilens konstruktion var en mindre hästvagnsliknande släpvagn "förspänd" med en "motorhäst", för två personer, med säten klädda med manchestertyg. Bilen kallades "Victoria Combination".
Bilen hade cirka 2,7 hk och högsta fart var cirka 40 km/timmen;. Det var en billig bil som tillverkades i 400 exemplar under två år (även under namnet Eureka). Företaget tillverkade cyklar och även på denna bil har en rörram använts. Modellen utvecklades och fick reklam vid bland annat tävlingar och 1900 klarade denna biltyp 25 mils tävling med medelhastigheten 30 km/timme, vilket var ett bra resultat med tanke på den bräckliga konstruktionen.".

## Villa Insjön

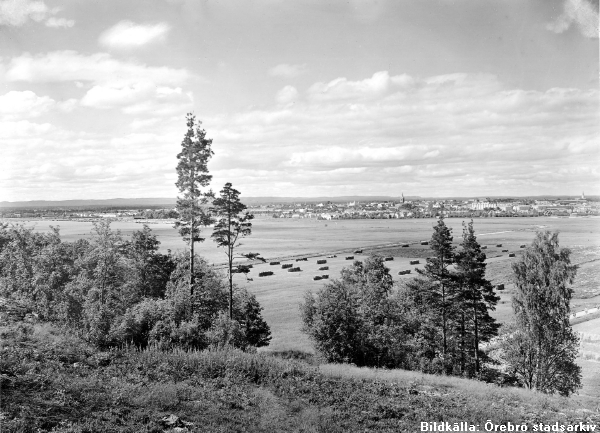
Sörbybacken utanför Örebro. Fotografi 1930. Bildkälla: Örebro stadsarkiv.

Anton Hahn byggde Villa Insjön  i Sörbyskogen i Reträtten med egen damm och drivhus i betong. Villa Insjön låg i Reträtten 4,5 km söder om Örebro centrum. Vid den här tiden skaffade sig de flesta borgare ett sommarhus, antingen i Ekeby-Almby eller i Reträtten inom Örebro kommun.
Anton Hahn avled vid 83 års ålder den 1 oktober 1929. Han kremerades och gravsattes på Almby kyrkogård, nära Tybble centrum i ytterkanten av Örebro.